# Forgotten Memories: Alternate Realities
Forgotten Memories: Alternate Realities è un videogioco survival horror creato dalla Psychose Interactive e pubblicato nel 2015 su iTunes in iOS ed inizialmente atteso nel 2016 su Sony PlayStation 4, PlayStation 3, PlayStation Vita, Android e Microsoft Windows.. Al momento non si conoscono piani per versioni su altre piattaforme in quanto gli sviluppatori si stanno concentrando su un nuovo gioco per home console e pc ambientato nello stesso universo. Il 6 novembre 2017 è uscito un nuovo update (inizialmente previsto per Halloween 2017) su Apple App Store a distanza di 2 anni dal precedente, che migliora la grafica e introduce il supporto multilingua. Un nuovo aggiornamento è previsto per dicembre. Il 29 ottobre 2024 una remastered, Forgotten Memories: Remastered Edition, esce invece su Nintendo Switch.

## Trama
Rose Hawkins è una detective della divisione investigativa della polizia del Massachusetts che si risveglia in fin di vita in un logoro ospedale psichiatrico, in seguito ad uno violento scontro con un sospettato e potenziale rapitore di una bambina scomparsa, la piccola Eden. Costretta fra le vecchie mura della struttura disabitata per una tormenta di neve, Rose dovrà affrontare spiriti dalle memorie ormai dimenticate, scavando a fondo nel passato degli individui che hanno vissuto fra quelle mura.

## Modalità di gioco
Survival horror vecchio stampo che si rifà caldamente alle atmosfere sporche e psicologicamente contorte del capolavoro horror Silent Hill. Lo scopo dell'opera è sopravvivere nei panni della determinata detective esplorando ambienti oscuri e pericolosi, fruibili come nella più classica delle avventure del genere: attraverso visuali gestibili manualmente, in terza persona, affrontando nemici mostruosi dalle differenti caratteristiche fra un rompicapo e l'altro.

## Sviluppo
Inizialmente concepito già nel 2012 su Personal computer e console varie, i creatori hanno preferito principalmente puntare all'universo mobile rivedendo il progetto e, dunque, ripartendo da zero.
Al timone del progetto, i franco-canadesi Georges Paz e Wilfried Marcadet e alla direzione artistica l'italiano Chris Darril.
Guy Cihi e David Schaufele, rispettivamente le voci di James Sunderland ed Eddie Drombrowski in Silent Hill 2 (2001), prestano le voci di due personaggi di gioco.

## Accoglienza
Il gioco è stato definito il primo vero survival horror in terza persona su mobile e smartphone (e iOS) nonché uno degli eredi spirituali della saga Silent Hill e del tanto atteso, poi annullato, Silent Hills. Critica e pubblico concordano: Forgotten Memories: Alternate Realities è un survival horror il cui potenziale risiede nell'ottimo motore grafico 3d per mobile e la combinazione di caratteristiche tipiche del survival horror action con rompicapo anni 90. Su Metacritic la versione iOS di Forgotten Memories: Alternate Realities ha attualmente una media del 7.1/10.
Il 16 novembre 2015, in occasione dell'annunciazioni delle candidature ai CVA, i Canadian Videogame Awards, Forgotten Memories: Alternate Realities riceve quattro nomination, fra cui quella per Best iOS Game (Miglior Gioco IOS):
- Best iOS Game
- Best Indie Game
- Best Audio
- Best Original Music

## Forgotten Memories: Remastered Edition
Dopo anni di annunci e posticipi, il 29 ottobre 2024 esce su Nintendo Switch una versione remastered col nome di Forgotten Memories: Remastered Edition. Sebbene il gioco riproponga la formula originale della versione del 2015, offre un ammodernamento grafico, nuovo gameplay, contenuti extra ed elementi di gioco inediti.